# Beheiren
La Beheiren (japonais : ベ 平 連), abréviation de Be tonamu ni Hei wa o! Shimin Ren go (ベ ト ナ ム に 平和 を！ 市民 連 合, la Ligue des citoyens pour la paix au Vietnam) était un groupe d'activistes japonais actif de 1965 à 1974. Il s'agissait d'une coalition de plusieurs centaines de groupes pacifistes à travers le Japon, qui s'est formé en vue de protester contre l'assistance japonaise aux États-Unis pendant la guerre du Vietnam.

## Histoire
La Beheiren affirme avoir aidé 20 soldats américains à déserter, leur fournissant dans certains cas de faux passeports et autres documents et les aidant à s'échapper en Suède via l'Union soviétique. Ils ont également utilisé des techniques activistes, en achetant des actions individuelles de Mitsubishi afin de pouvoir s'adresser aux assemblées d'actionnaires sur le soutien de l'entreprise à l'effort de guerre américain. Le groupe a également aidé des soldats américains qui publiaient et distribuaient des journaux et des brochures clandestins au Japon. Ils ont aidé les Intrepid Four dans leur désertion et leur demande d'asile à la Suède en 1967 et ont ensuite aidé Terry Whitmore à déserter en 1968.
Parmi ses membres, on compte Makoto Oda (Représentant), Yuichi Yoshikawa (Secrétaire général), Michitoshi Takabatake, Amon Miyamoto, Ichiyo Muto, Shinobu Yoshioka, Takeshi Kaiko, Yoshiyuki Tsurumi et Shunsuke Tsurumi.
Comme beaucoup de groupes de la Nouvelle gauche japonaise, la Beheiren a adopté une position indépendante vis-à-vis de l'Union soviétique et du bloc communiste.